# نسوية مسيحية
النسوية المسيحية هي مدرسة لاهوت مسيحي تسعى إلى تعزيز وفهم المساواة بين الرجل والمرأة أخلاقيًا واجتماعيًا وروحيًا وعلى صعيد القيادة من منظور مسيحي. تجادل النسويات المسيحيات بأن مساهمات النساء والإقرار بقيمة المرأة، يُعد شيئًا ضروريًا لفهم المسيحية فهمًا كاملًا. تعتقد النسويات المسيحيات أن الله لا يميز بين الناس على أساس الخصائص المحددة بيولوجيًا، مثل الجنس والعرق، بل خلق جميع البشر ليعيشوا في وئام ومساواة، بغض النظر عن العرق أو الجنس. دعت النسويات المسيحيات، على نحو عام، إلى مناهضة الجوهرية كجزء من نظم اعتقادهن، معترفات بأن الهويات الجنسية لا تستلزم مجموعة معينة من السمات الشخصية. تشمل قضاياهن الرئيسية، ترسيم المرأة في رتب دينية، والمساواة المسيحية في الزواج، والاعتراف بالمساواة في القدرات الروحية والأخلاقية، والحقوق الإنجابية، وإدراج الضمائر المحايدة جنسانيًا في قراءات الكتاب المقدس، والبحث عن ألوهية أنثوية أو عن ألوهية متعالية جنسانياً. تستند النسويات المسيحيات، في كثير من الأحيان، إلى تعاليم الديانات والأيديولوجيات الأخرى، بالإضافة إلى أدلة الكتاب المقدس وغيرها من النصوص المسيحية القائمة على مر التاريخ والتي تدعو إلى حقوق المرأة.

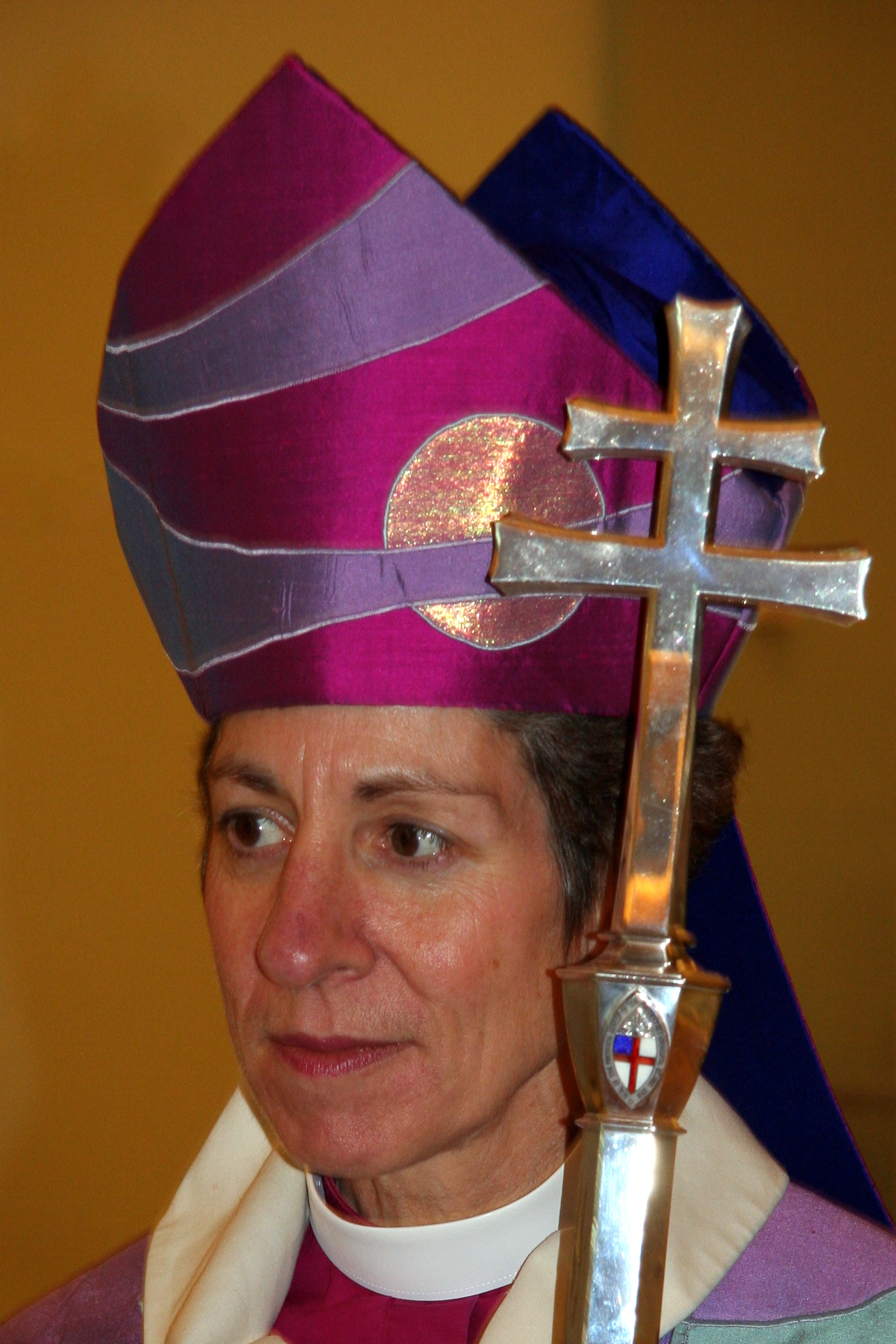

غالبًا ما يفضّل المؤيدون للمساواة والعدالة بين المسيحيين، الذين لا يرغبون في ربط أنفسهم بالحركة النسوية، استخدام مصطلح المساواتية المسيحية.

## نبذة تاريخية
تعتقد بعض النسويات المسيحيات أن مبدأ المساواة موجود في تعاليم يسوع والحركات المسيحية المبكرة مثل المريمية، ولكن تُعد هذه وجهة نظر متنازع عليها بشدة من جانب العديد من الباحثات النسويات اللاتي يعتقدن أن المسيحية نفسها تعتمد اعتمادًا كبيرًا على الأدوار الجندرية. كانت هذه التفسيرات للأصول المسيحية موضع انتقاد من قِـبَل النسويات العلمانيات، بسبب «إسقاط المثل المعاصرة على مثل القرن الأول بصورة غير مناسبة للعصر». في القرون الوسطى، بحثت جوليان نورويتش وهايدغارد بنجين فكرة وجود قوة إلهية لها خصائص ذكورية وأنثوية. تناولت الأعمال النسوية من القرن الخامس عشر إلى القرن السابع عشر الاعتراضات على تعلم النساء وتدريسهن ووعظهن في سياق ديني. طُردت آن هاتشينسون، وهي إحدى النسويات البدئيات، من مستعمرة ماساتشوستس البيوريتانية، بسبب تدريسها كرامة المرأة وحقوقها.
تضمنت الموجة النسوية الأولى، في القرن التاسع عشر وأوائل القرن العشرين، زيادة الاهتمام بمكانة المرأة في الدين. بدأت النساء، اللواتي كنّ يناضلن من أجل حقوقهن، يشككن في دونية وضعهن، سواء داخل الكنيسة أو في المجالات الأخرى، وهو الأمر الذي كان مبرَّرا سابقًا بتعاليم الكنيسة. كانت بعض النسويات المسيحيات في هذه الفترة ماري موغريت، وكاثرين بوشنيل، وكاثرين بوث، وفرانسيس ويلارد، وإليزابيث كادي ستانتون.
خلال ستينيات وسبعينيات القرن العشرين، تأثرت كثير من النساء الإنجيليات بحركة الحقوق المدنية. بدأت النسويات المسيحيات بكتابة ونشر مقالات تتناول الحقوق الإنجابية وعدم المساواة في الزواج وفي الرتب الدينية. استجابة لهذه الكتابات، تشكلت جماعات مثل (إي دابليو سي) أو تجمع النساء الإنجيليات، و(إي إس أيه) أو إنجيليات من أجل العمل المجتمعي، وذلك بغية خلق حركة اجتماعية في الكنيسة نحو المساواة، يحركها المثل النسوي المسيحي القائل بأن الله خلق جميع الناس متساوين.

## قضايا

### المرأة في قيادة الكنيسة
أتاح تقسيم نظم العقيدة البروتستانتية إلى طوائف مختلفة إلى اكتساب المرأة المزيد من المناصب القيادية في الكنيسة، إذ كانت لبعض الطوائف الحرية في الدعوة إلى وجود قيادة أنثوية. تُعيَّن النساء كرجال دين، في المذهب الرئيسي والمذاهب الليبرالية للمسيحية البروتستانتية. أيضًا بعض الطوائف الدينية المحافظة، ككنيسة الناصريين وجمعيات الرب، توسم النساء كقساوسة. على الرغم من ذلك، فإن الكنيسة الكاثوليكية الرومانية، والكنيسة الأرثوذكسية الشرقية، والجمعية المعمدانية الجنوبية (أكبر طائفة بروتستانتية في الولايات المتحدة)، وكنيسة يسوع المسيح لقديسي الأيام الأخيرة (كنيسة قديسي الأيام الأخيرة)، وكنائس كثيرة في الحركة الإنجيلية الأمريكية، تمنع النساء من مباشرة مناصب رجال دين. تعتقد بعض النسويات المسيحيات أنه مع حصول النساء على فرصة أكبر لتلقي التعليم الديني، فسيكون لهن تأثير أكبر على كيفية تفسير الأسفار المقدسة من قبل أولئك الذين يحرمون النساء من الحق في أن يصبحن قساوسة.

### الإنجاب والحياة الجنسية والدين
كثيرًا ما تكون الجماعات الدينية المحافظة على خلاف فلسفي مع العديد من الجماعات الدينية النسوية والليبرالية حول الإجهاض واستخدام وسائل منع الحمل. يزعم العلماء، كعالم الاجتماع فلان كامبل، أن المذاهب الدينية المحافظة تميل إلى تقييد الحياة الجنسية للذكور والإناث من خلال حظر أو تقييد استخدام وسائل منع الحمل، وإدانة الإجهاض بوصفه جريمة قتل آثمة. تزعم بعض النسويات المسيحيات (مثل تيريزا فوركادز) أن «حق المرأة في التحكم في حملها مرتبط باعتبارات رفاهها» وأن تقييد الحصول على وسائل منع الحمل والإجهاض لا يحترم إرادتها الحرة التي وهبها الله إياها.
شكّل عدد من الطوائف البروتستانتية الرئيسية التقدمية اجتماعيًا، وكذلك بعض المنظمات اليهودية وجماعة الكاثوليك للاختيار الحر، التحالف الديني من أجل خيار الإنجاب. كثيرًا ما يعمل هذا التحالف كمنظمة نسوية ليبرالية، جنبًا إلى جنب مع جماعات نسوية أمريكية أخرى، لمعارضة الطوائف الدينية المحافظة التي تسعى، من وجهة نظرها، إلى قمع الحقوق الإنجابية الطبيعية للنساء.
بوجه عام، تأمل العديد من الباحثات النسويات المسيحيات العمل على إقامة مجتمع لا تدين فيه الكنيسة الحياة الجنسية للإناث، بل تعترف بأنها جزء طبيعي من الوجود الإنساني. خلال الإصلاح، شدد لاهوتيون معترف بهم، مثل مارتن لوثر وجان كالفن، على أهمية العفة والزواج، وهو ما أدى إلى مزيد من القمع لحياة الإناث الجنسية في إطار التقاليد المسيحية. ذكرت العديد من النسويات المسيحيات، أن الرجال ذوي المناصب الدينية القوية، غالبًا ما يستخدمون النصوص المقدسة وتعاليم اللاهوتيين، مثل كالفن ولوثر، للسيطرة على النساء وقمعهن جنسيًا، وهي مشكلة تعتقد النسويات المسيحيات أنه يجب حلها سريعًا.

### إله أنثوي أو متعالٍ جنسيًا
تعتقد بعض النسويات المسيحيات أنه لا يمكن تحقيق المساواة بين الجنسين داخل الكنيسة دون إعادة التفكير في تصوير الله وفهمه ككائن ذكوري. غالبًا ما يُستخدم المفهوم اللاهوتي، حكمة الله، الذي يُنظر إليه عادةً كبديل للروح القدس في الثالوث أو مرادفًا له، لإشباع هذه الرغبة في رموز تعكس التجارب الدينية للمرأة. طريقة تكوين، حكمة الله، ليست جامدة، بل عادة ما تمتلئ بالمشاعر والتعبير الفردي. في نظر بعض النسويات المسيحيات، يُعثر على مفهوم، حكمة الله، في البحث عن النساء اللاتي يعكسن المثل النسوية المعاصرة في كل من العهدين القديم والجديد. تشمل بعض الشخصيات المستخدمة لهذا الغرض العذراء مريم، ومريم المجدلية، وحواء، وأستير. ترى آخريات أن الله متعالٍ تمامًا على الجنس، أو يركزن على الجوانب الأنثوية لله ويسوع. ظهرت مؤخرًا صورة أنثوية لشخصية المسيح، تُعرف باسم كريستا، في محاولة للسماح بتطبيق قوة شخصية المسيح على الذكورة والأنوثة على السواء. تستخدم بعض النسويات المسيحيات لغة وصورًا محايدة جنسانيًا أو أنثوية ويروجونها لوصف الله أو المسيح. تدعو أيضًا النسويات المسيحيات إلى قراءة الكتاب المقدس بطريقة محايدة جنسانيًا، نظرًا لأن الضمير المذكر يُستخدم على نحو أكثر، مقارنة بالضمير المؤنث في النص بأكمله. تصف كنيسة المسيح المتحدة كتاب تراتيل القرن الجديد، الذي نُشر سنة 1995، بأنه «كتاب التراتيل الوحيد الذي تصدره كنيسة مسيحية تحترم، على قدم المساواة، الصور الذكرية والأنثوية لله».